# Matavius
El matavius (en castellà berenjeno, en anglès listel) és generalment un llistó de fusta (també poden ser de PVC o altres derivats plàstics) de secció en forma de triangle rectangle que es col·loca a les cantonades dels encofrats per tal que les peces de formigó resultin amb els caires aixamfranats.
Es poden utilitzar també per fer formes decoratives o per la creació de trencaaigües en lloses i/o forjats de formigó.